# Юлдашев, Хусан
Хусан Юлдашев — советский хозяйственный, государственный и политический деятель, Герой Социалистического Труда.

## Биография
Родился в 1916 году в кишлаке Буйрабазар. Член КПСС с 1943 года.
С 1934 года — на хозяйственной, общественной и политической работе. В 1934—1974 гг. — агротехник в Андижанском районе, инструктор Ленинского райкома ЛКСМ Узбекистана, секретарь Ферганского обкома ЛКСМ Узбекистана, участник Великой Отечественной войны, заместитель начальника, начальник Андижанской облконторы шёлка, первый секретарь Алтынкульского райкома Компартии Узбекистана, первый секретарь Чинабадского райкома Компартии Узбекистана, первый секретарь Ворошиловского райкома Компартии Узбекистана, первый секретарь Ильичевского райкома Компартии Узбекистана, председатель Задарьинского райисполкома.
Указом Президиума Верховного Совета СССР от 11 января 1957 года присвоено звание Героя Социалистического Труда с вручением ордена Ленина и золотой медали «Серп и Молот».
Избирался депутатом Верховного Совета Узбекской ССР 4-го и 5-го созывов.
Умер после 1973 года.